# Textron Aviation
Textron Aviation Inc. je poslovna enota splošnega letalstva konglomerata Textron, ki je bil ustanovljen marca 2014 po prevzemu družbe Beech Holdings, ki je vključevala podjetji Beechcraft in Hawker Aircraft. Nova poslovna enota vključuje Cessno v lasti Textrona. Textron Aviation prodaja letala blagovnih znamk Beechcraft, Cessna in Pipistrel. Čeprav ne prodaja več novih letal Hawker, Textron Aviation še vedno podpira obstoječo floto letal Hawker prek svojih servisnih centrov.  

## Letala
| Ime modela                   | Originalni prvi let | Zgrajena številka | Vrsta                                                     |
| ---------------------------- | ------------------- | ----------------- | --------------------------------------------------------- |
| Cessna 172                   | 1955                | 43.000            | 4-sedežno batno šolsko 180 bhp                            |
| Cessna 182                   | 1956                | 23.237            | 4-sedežno batno 240 bhp                                   |
| Cessna 206                   | 1962                | 8,509             | 6-sedežno batno 300 bhp                                   |
| Cessna 208 Caravan           | 1982                | 2.500             | 10-sedežno turbopropelersko                               |
| Cessna 408 SkyCourier        | 2020                | 25                | 19-sedežno dvomotorno turbopropelersko letalo 2x1110 bhp  |
| Cessna Citation M2           | 2012                | 2000              | 6-sedežno reaktivno letalo 2x8.74 kN                      |
| Cessna Citation Excel        | 1996                | 575               | 8-sedežno reaktivno letalo 2x18.32 kN                     |
| Cessna Citation Latitude     | 2014                | 360               | 10-sedežno reaktivno letalo 2x26.28 kN                    |
| Cessna Citation Longitude    | 2016                | 100               | 14-sedežno reaktivno letalo 2x34.1 kN                     |
| Beechcraft G36 Bonanza       | 1945                | 17.000            | 6-sedežno batno letalo 300 bhp                            |
| Beechcraft G58 Baron         | 1960                | 6,691             | 6-sedežno batno šolsko dvomotorno letalo 2x300 bhp        |
| Beechcraft T-6 Texan II/AT-6 | 2000                | 850               | 2-sedežno vojaško šolsko turbopropelersko letalo 1100 bhp |
| Beechcraft King Air          | 1963                | 3100+             | 8-sedežno dvomotorno turbopropelersko 2x550 bhp           |
| Beechcraft Super King Air    | 1972                | 3550+             | 12-sedežno dvomotorno turbopropelersko 2x1050 bhp         |
| Pipistrel Virus              | 1999                | 1000+             | 2-sedežno batno 100 bhp                                   |
| Pipistrel Velis Electro      | 2020                |                   | 2-sedežno električno 77 bhp                               |
| Pipistrel Panthera           | 2013                |                   | 4-sedežno batno 260 bhp                                   |